# 宝台镇
宝台镇，是中华人民共和国四川省资阳市雁江区下辖的一个乡镇级行政单位。2019年12月，撤销清水镇，将其所属行政区域划归宝台镇管辖。设立宝莲街道，将宝台镇宝台寺社区、天生社区、半山社区、沱桥社区、黄泥社区、雷音村、白沙村、飞虹村、协议村、钟山村、拱城村所属行政区域划归宝莲街道管辖。

## 行政区划
宝台镇下辖以下地区：
宝台寺社区、大洪村、富凉村、东角村、石牛村、天生村、半山村、雷音村、沱桥村、白沙村、飞虹村、协议村、黄泥村、钟山村和拱城村。
2019年12月调整后，宝台镇辖大洪村、富凉村、石牛村、东角村和原清水镇所属行政区域，宝台镇人民政府驻富凉村7组62号。